# Cymatura albomaculata
Cymatura albomaculata là một loài bọ cánh cứng trong họ Cerambycidae.